# Just for tonight
『just for tonight』（ジャスト・フォー・トゥナイト）は、2002年12月17日にリリースされた松田聖子通算59枚目（seiko名義7枚目）のシングル。

## 解説
海外限定発売シングル。アルバム「area62」からのリカットシングル。
後のアルバム『fairy』に同名曲が収録されているが、同名異曲である。
全米ビルボードのダンスチャートでは自己最高位となる15位を記録。

## 収録曲
全作詞･作曲･編曲:Jez Colin・Robbie Nevil
1. just for tonight [Mark!s Rampant Vocal]（7分52秒）
2. just for tonight [Mark!s Rampant Dub]（7分15秒）
3. just for tonight [Mark!s Rampant Radio]（3分32秒）
4. just for tonight [Mark!s Right Now Vocal]（7分15秒）
5. just for tonight [Mark!s Message Vocal]（7分55秒）

## 関連作品
- just for tonight
  - area62